# Maniola edmondsii
Maniola edmondsii är en fjärilsart som beskrevs av Butler 1881. Maniola edmondsii ingår i släktet Maniola och familjen praktfjärilar. Inga underarter finns listade i Catalogue of Life.